# غراهام أرنولد
غراهام أرنولد (بالإنجليزية: Graham Arnold)، من مواليد 3 أغسطس 1963 في سيدني في أستراليا، لاعب كرة قدم أسترالي سابق ومدرب منتخب العراق حاليا.
و قد بدأ مسيرته الكروية مع نادي كانتربوري في موسم 1980/1981، وفي عام 1982 انتقل إلى نادي سيدني، ولعب معهم حتى عام 1990، وشارك معهم في 178 مباراة وسجل 68 هدف، وفي عام 1990 انتقل إلى نادي رودا الهولندي، ولعب معهم حتى عام 1992، وشارك معهم في 61 مباراة وسجل 22 هدف، وفي عام 1992 انتقل إلى نادي ليياج البلجيكي، ولعب معهم حتى عام 1994، وشارك معهم في 60 مباراة وسجل 23 هدف، وفي موسم 1994/1995 انتقل إلى نادي تشارلروه البلجيكي، ولعب معهم 16 مباراة وسجل هدف واحد، وفي عام 1995 انتقل إلى نادي ناك بريدا الهولندي، ولعب معهم حتى عام 1997، وشارك معهم في 63 مباراة وسجل 35 هدف، وفي موسم 1997/1998 انتقل إلى نادي سانفرينس هيروشيما الياباني، ولعب معهم 28 مباراة وسجل 7 أهداف، وفي عام 1998 انتقل إلى نادي نورثن سبيرت، ولعب معهم حتى عام 2001، وشارك معهم في 47 مباراة وسجل 5 أهداف.
و قد لعب مع منتخب أستراليا لكرة القدم بين عامي 1985 و1997، وقد شارك معهم في 85 مباراة وسجل 33 هدف.
و قد بدأ بالتدريب في موسم 1989/1990، ودرب نادي سيدني، وفي عام 1998 انتقل إلى تدريب نادي نورثن سبيرت حتى عام 2001، وفي عام 2000 تم تعيينه كمساعد لمدرب منتخب أستراليا لكرة القدم حتى عام 2006، ودرب منتخب أستراليا على فترتين حتى عام 2024. ومنذ عام 2025 يدرب منتخب العراق.

## الإحصائيات التدريبية
آخر تحديث 6 حزيران 2025.
| أستراليا            | 21 تموز/يوليو 2006  | 6 كانون الأول/ديسمبر 2007   | 15  | 6   | 4  | 5  | 040٫00 |
| سنترال كوست مارينرز | 1 حزيران/يونيو 2010 | 14 تشرين الثاني/نوفمبر 2013 | 114 | 55  | 30 | 29 | 048٫25 |
| فيغالتا سنداي       | 1 شباط/فبراير 2014  | 9 نيسان/أبريل 2014          | 8   | 0   | 3  | 5  | 000٫00 |
| سيدني إف سي         | 8 أيار/مايو 2014    | 14 تموز/يوليو 2018          | 142 | 81  | 34 | 27 | 057٫04 |
| أستراليا تحت 23 سنة | 16 تموز/يوليو 2018  | 28 تموز/يوليو 2021          | 9   | 5   | 3  | 1  | 055٫56 |
| أستراليا            | 16 تموز/يوليو 2018  | 20 أيلول/سبتمبر 2024        | 57  | 37  | 7  | 13 | 064٫91 |
| العراق              | 10 أيار/مايو 2025   | حتى الآن                    | 2   | 1   | 0  | 1  | 050٫00 |
| المجموع             | المجموع             | المجموع                     | 347 | 185 | 81 | 81 | 053٫31 |

## روابط خارجية
- غراهام أرنولد على موقع الاتحاد الدولي (مؤرشف)  (الإنجليزية)
- غراهام أرنولد على موقع رابطة كرة القدم اليابانية للمحترفين (اليابانية)
- غراهام أرنولد على موقع قاعدة بيانات كرة القدم.إي يو (الإنجليزية)
- غراهام أرنولد على موقع ناشيونال فوتبول تيمز (الإنجليزية)
- غراهام أرنولد على موقع Soccerway.com (الإنجليزية)
- غراهام أرنولد على موقع عالم كرة القدم.نت (الإنجليزية)
- غراهام أرنولد على موقع كووورة
- غراهام أرنولد على موقع أوليمبيديا (الإنجليزية)
- غراهام أرنولد على موقع اللجنة الأولمبية الأسترالية (الإنجليزية)